# Mackay Mo
Mackay Mo är en flygplats i Australien. Den ligger i kommunen Mackay och delstaten Queensland, omkring 800 kilometer nordväst om delstatshuvudstaden Brisbane. Mackay Mo ligger 5 meter över havet.
Närmaste större samhälle är Mackay, nära Mackay Mo. Genomsnittlig årsnederbörd är 1 672 millimeter. Den regnigaste månaden är mars, med i genomsnitt 448 mm nederbörd, och den torraste är september, med 21 mm nederbörd.